# Guillem d'Avinyó
Guillem d'Avinyó fou un comte de part de Provença amb seu a Avinyó que va governar de vers 949 a vers 966.
El 949 Conrad III de Borgonya va dividir Provença en tres comtats i en va donar l'occidental amb seu a Avinyó a Guillem; al seu germà Bosó II li va donar el comtat amb seu a Arle; i al noble borgonyó Griffó li va donar el comtat d'Apt. L'origen de Bosó II i Guillem no és clar. Se sap que eren fills de Ratbold, que seria Ratbold l'Antic, però no és clar si aquest era fill del noble borgonyó dit Ratbold d'Arle, o aquest havia tingut una filla que s'hauria casat amb Bosó I d'Arle en un desconegut primer matrimoni donant naixement a Ratbold l'Antic.
Guillem apareix esmentat el 962 en una carta signada per "Boso, comes ad vicem patris sui Wilelmi…Nevelongo vicecomite" que no és clar si es refereix a un fill de nom Bosó o al seu germà Bosó II; en aquesta carta Guillem donava unes propietats "in comitatu Avenionense" a "Archimbalde filius meus clericus" (al comtat d'Avinyó a favor del seu fill clergue Arquimbald).
El març del 965 el comte Bosó II d'Arle ("Bosoni comitis, filii Rothboldi quondam") feia una donació amb el consentiment dels seus fills ("Eius filio Rothboldo et fratre eius Wilelmo comite" és a dir Ratbold I de Provença i Guillem I de Provença) que anava signada per "comes Boso…comes Wilelmus…".
No se sap el nom de la seva esposa però el fet de tenir un fill de nom Arquimbald la relacionaria amb la casa de Borbó on des de 959 a 990 fou senyor Arquimbald I fill d'Aimó I senyor a la meitat del segle; l'esposa seria germana d'Arquimbald I. Hauria deixat dos fills, un Bosó només esmentat a la donació del 962 (i que podria referir-se en realitat a Bosó, germà de Guillem, i no a un fill) i Arquimbald, clergue esmentat el 962 i mort el 989.
Va morir vers 966 (abans que el seu germà Bosó II) i no va deixar hereus, reunint el seu germà els dos comtats a més del d'Apt que havien arrabassat de manera no coneguda a Griffó II, el fill de Griffó d'Apt.